# Loggetta

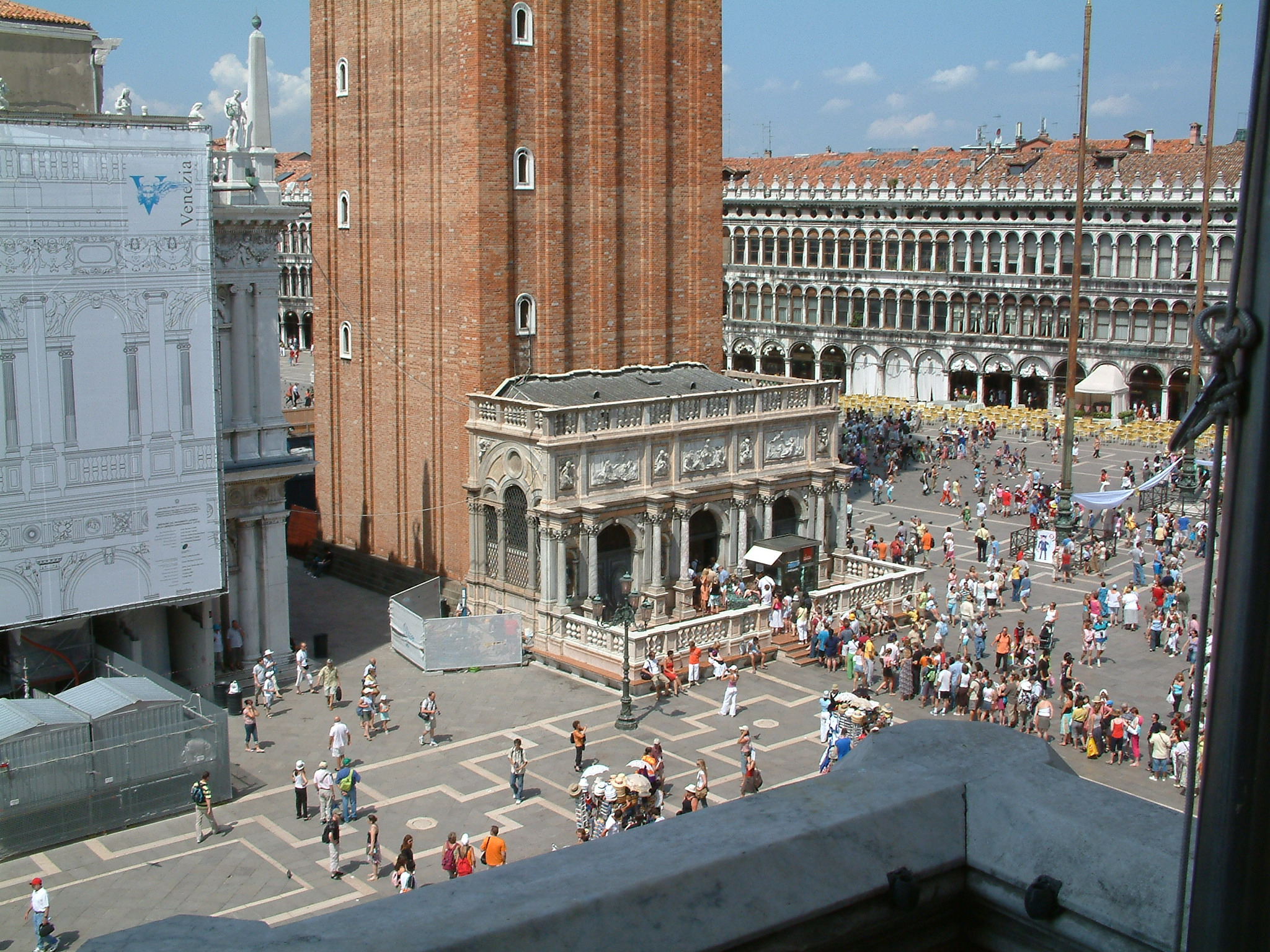
Logetta am Fuß des Markusturms

Die Loggetta (ital. für „kleine Loggia“) am Fuß des Markusturms in Venedig wurde zwischen 1537 und 1546 von Jacopo Sansovino errichtet. Sie diente den Patriziern der Stadt als Versammlungsort. In den Reliefs und den Skulpturen wird die Republik Venedig mit allen ihren Tugenden – Geschicklichkeit im Krieg und beim Handel, politische Eintracht, Redegewandtheit ihrer Protagonisten – verherrlicht und ihre Friedensliebe und die besondere Protektion durch den Evangelisten Markus dargestellt. Beim Einsturz des Markusturms 1902 wurden Teile ihres Figurenschmucks zerstört.